# 毛塚勝利
毛塚 勝利（けづか かつとし、1945年 - ）は、日本の法学者。専門は労働法。元中央大学法学部教授。元日本労働法学会代表理事。

## 人物
栃木県栃木市出身。栃木県立栃木高等学校を経て、一橋大学法学部卒業後、1972年一橋大学大学院法学研究科修士課程修了。指導教官は杉原泰雄。1976年同博士課程単位取得退学。蓼沼謙一門下であり、労働契約論に早くから着目。
静岡大学専任講師、同助教授、同教授、専修大学教授、フランクフルト大学客員教授などを経て、2004年から中央大学法学部教授。2002年から2003年まで日本労働法学会代表理事。

## 経歴
出典
- 1969年 一橋大学法学部卒業
- 1972年 一橋大学大学院法学研究科修士課程修了
- 1976年 一橋大学大学院法学研究科博士課程単位取得退学
- 1988年 静岡大学法経短期大学部教授
- 1989年 専修大学法学部教授
- 1992年 ドイツ・労働・技術研究所（IAT）客員研究員
- 1998年 フランクフルト大学客員教授
- 2002年 日本労働法学会代表理事
- 2004年 中央大学法学部教授
- 2009年 トレント大学客員教授
- 2015年3月 中央大学法学部教授定年退職
- 2015年4月 法政大学大学院連携社会インスティチュート客員教授

## 著書

### 著書
- 『労働法講義アシスト』（八千代出版 1997）
- 『個別労働紛争処理システムの国際比較』（編著 日本労働研究機構 2002）
- 『労働法の争点』（角田邦重, 浅倉むつ子と共編 有斐閣 2004）
- 『新現代労働法入門』（角田邦重, 脇田滋と共編 法律文化社 2005）
- 『企業組織再編における労働者保護 : 企業買収・企業グループ再編と労使関係システム』（編集 中央経済社 2010）
- 『労働法2＜保護法＞ 』（角田邦重 ,山田省三 ,米津孝司と共著（中央大学通信教育部 2011）
- 『事業再構築における労働法の役割』（編集 中央経済社 2013）
- 『アクチュアル労働法』（脇田滋,米津孝司共編,共著）日本評論社 2014年

### 記念論文集
- 『労働法理論変革への模索─毛塚勝利先生古稀記念』（山田省三,青野覚,鎌田耕一,浜村彰,石井保雄共編 信山堂 2015）